# Alfred Poilane
Alfred Poilane est un archéologue amateur, collectionneur d'artéfacts intéressé par l'histoire locale des Mauges d'où il est originaire et plus particulièrement par les périodes de la fin de la Préhistoire et du début de l'Antiquité.
Ses publications font encore référence dans les recherches, expositions et ouvrages traitant de ces périodes dans le territoire des Mauges,,.

## Publications
- « Les Mauges protohistoriques : la monnaie au type du Pontife forgeron et les Segours de l'Evre », Mémoires de la société d'agriculture, sciences et arts d'Angers, 6e, t. 3,‎ 1928
- « L'âge du bronze dans les Mauges », bulletin de la Société des Lettres et Arts de Cholet,‎ 1924, p. 9-46
- « L'âge du bronze dans les Mauges », bulletin de la Société des Lettres et Arts de Cholet,‎ 1927-1928, p. 13-29
- L'âge du bronze dans les Mauges (complément), Luçon, Imprimerie S. Pacteau, 1930 (lire en ligne)
- L'or des Mauges : Les Mauges d'Or, éditions du Petit Pavé, 2004, 209 p. (ISBN 2-84712-060-2)